# Darro
Darro és un municipi andalús situat a la província de Granada, a la comarca de Guadix. Darro pren el seu nom del riu Darro, anomenat pels àrabs Harat Darro o Hadarro. Aquest riu, no obstant això, discorre bastant lluny del poble.